# Tomoya Nagase
Tomoya Nagase (智也 長瀬?, Nagase Tomoya; Kanagawa, 7 novembre 1978) è un attore e cantante giapponese.
È membro della band giapponese Tokio, di cui è primo vocalista e chitarrista.

## Carriera

### Cantante
Tomoya fu contattato nel '92 dall'agenzia di talent scout Johnny & Associates per un provino e fu convinto ad accettare, ispirato da band come Hikaru Genji e SMAP. Nel 1992 comincia a suonare in vari concerti con alcuni dei membri dell'attuale gruppo. Inizialmente suona il tamburello durante la prima esibizione dei Tokio come gruppo di supporto degli SMAP. Alla vigilia del debutto dei Tokio, il chitarrista Hiromu Kojima lascia la band e viene rimpiazzato da Nagase.
Nel 1997 Nagase collabora col gruppo R&B americano 3T per la registrazione della versione giapponese di Eternal Flame, che è stata poi usata come colonna sonora del drama giapponese DxD, nel quale lo stesso Nagase ha recitato. Il singolo venne commercializzato col nome di Tomoya with 3T e raggiunse la dodicesima posizione della Oricon chart.
Il gruppo preferito di Tomoya sono i Guns N' Roses.

### Attore
Nagase ha preso parte a più di 40 drama. Il primo ruolo da protagonista lo ha in Hakusen Nagashi (1996). In seguito è stato protagonista di Ikebukuro West Gate Park, Mukodono! e Tiger & Dragon. In Mukodono! ha avuto il suo primo ruolo comico, così come è stato protagonista comico in My Boss, My Hero. Ha ricevuto un "Ishihara Yuijiro Award" nel 2002 come "The Best Newcomer" per il suo ruolo nel film Seoul.

### Pubblicità
Tomoya ha girato diverse pubblicità per varie marche sia con la band Tokio che da solo. È attualmente ambasciatore per la Fujicolor e Lotte Toppo. Con i Tokio ha pubblicizzato Xbox 360 e Eneos (una marca di olio per motori). Come attore è stato testimonial, tra i tanti, della Subaru e della Mazda.

## Vita privata
Nagase è fidanzato pubblicamente dal 2001 con l'attrice Ayumi Hamasaki e nel 2007 circolava la voce che voleva i due in procinto di sposarsi; tuttavia il 13 luglio dello stesso anno, Hamasaki annuncia la loro rottura.

## Filmografia
| Anno | Titolo                                      | Medium | Ruolo                        | Note                                                               |
| ---- | ------------------------------------------- | ------ | ---------------------------- | ------------------------------------------------------------------ |
| 1993 | Twins Kyoshi                                | TV     |                              |                                                                    |
| 1994 | Ari yo Sabara                               | TV     |                              |                                                                    |
| 1995 | Saiko no Kataomoi                           | TV     |                              |                                                                    |
| 1995 | Kakeochi no Susume                          | TV     |                              |                                                                    |
| 1995 | Koibito Yo                                  | TV     |                              |                                                                    |
| 1996 | Hakusen Nagashi                             | TV     |                              |                                                                    |
| 1996 | Dear Woman                                  | TV     |                              |                                                                    |
| 1997 | Ryoma ga Yuku                               | TV     |                              |                                                                    |
| 1997 | Fuzoroi no Ringotachi 4                     | TV     |                              |                                                                    |
| 1997 | D×D                                         | TV     |                              | Shigeru Jōshima e Tatsuya Yamaguchi hanno recitato in questo drama |
| 1997 | Hakusen Nagashi ~19 no Haru                 | TV     | Wataru Ookouchi              |                                                                    |
| 1998 | Days                                        | TV     |                              |                                                                    |
| 1998 | Love And Eros                               | TV     |                              |                                                                    |
| 1999 | Ring: The Final Chapter                     | TV     | Ryuji Takayama               |                                                                    |
| 1999 | Hakusen Nagashi: Hatachi no Kaze            | TV     | Wataru Ookouchi              |                                                                    |
| 1999 | Sea Side Love (Suna no ue no koibitotachi)  | TV     |                              |                                                                    |
| 2000 | Ikebukuro West Gate Park                    | TV     | Majima Makoto                |                                                                    |
| 2001 | Mukodono!                                   | TV     | Yuichiro Sakuraba            |                                                                    |
| 2001 | Hakusen Nagashi: Tabidachi no Uta           | TV     | Wataru Ookouchi              |                                                                    |
| 2001 | Handoku                                     | TV     | Ichiban Hazama               |                                                                    |
| 2002 | Seoul                                       | Film   | Hayase Yutaro                | Riceve l'Ishihara Yuijiro Award per Best Newcomer.                 |
| 2002 | Big Money                                   | TV     | Norimichi Shirato            |                                                                    |
| 2002 | Yan Papa                                    | TV     | Yuusaku Mabuchi              |                                                                    |
| 2003 | Mukodono 2003                               | TV     | Yuichiro Sakuraba            |                                                                    |
| 2003 | Futari                                      | TV     |                              |                                                                    |
| 2003 | Hakusen Nagashi: 25-sai                     | TV     | Wataru Ookouchi              |                                                                    |
| 2004 | Kanojo ga Shinjyatta                        | TV     | Hajime Ansai                 |                                                                    |
| 2004 | Otouto                                      | TV     |                              |                                                                    |
| 2005 | Akechi Kogoro VS Kindaichi Kosuke           | TV     |                              |                                                                    |
| 2005 | Tiger & Dragon                              | TV     | Kotora Yamazaki              |                                                                    |
| 2005 | Hakusen Nagashi: Yume Miru Goro wo Sugitemo | TV     | Wataru Ookouchi              |                                                                    |
| 2006 | My Boss, My Hero                            | TV     | Makio Sakaki                 |                                                                    |
| 2007 | Utahime                                     | TV     | Shimanto Taro, Akira Koizumi |                                                                    |
| 2007 | Sword of the Stranger                       | Film   | Nanashi ("Nameless")         | doppiaggio (Original Japanese version)                             |
| 2009 | Karei naru Spy                              | TV     | Kyosuke Yoroi                |                                                                    |
| 2009 | Heaven's Door                               | Film   | Masato Aoyama                |                                                                    |

- Unubore Deka (うぬぼれ刑事?) – serie TV (2010)
- Ore no ie no hanashi (俺の家の話?) – serie TV (2021)